# George de Peyrebrune
Mathilde Marie Georgina Élisabeth de Peyrebrune Judicis, dite George (ou Georges) de Peyrebrune, née à Pierrebrune, hameau de Sainte-Orse (Dordogne), le 18 avril 1841 et morte à Paris le 16 novembre 1917, est une femme de lettres française, autrice de romans populaires.

## Biographie
Mathilde Judicis est déclarée sous le nom de Peyrebrune. Elle est une enfant naturelle, fille de Françoise Thérèse Céline Judicis (Excideuil 1811 - Chancelade  1896) et de Georges Johnston (Bordeaux 1773 - Redon, Granges d'Ans 1844), capitaine de cavalerie,,. Elle signe G. Johnston de Peyrebrune son acte de mariage en 1860 avec Paul Adrien Eimery, avocat et ancien membre du conseil municipal de Périgueux ; elle est alors âgée de 18 ans.
Venue à Paris après la guerre de 1870, elle contribue à plusieurs revues féminines et publie un grand nombre de romans à succès populaire, notamment Victoire la Rouge, roman social paru en 1883 traitant le sujet des filles de ferme pauvres qui étaient renvoyées dès qu'elles tombaient enceintes, réédité en 2020 aux Éditions Talents Hauts,. Cette période d'activité littéraire très intense témoigne d'une forte capacité de travail puisque à peine installée dans la capitale après la Commune, elle rédige et publie, entre 1877 et 1909, l'essentiel de son œuvre romanesque. Les romans Gatienne (Calmann-Lévy, 1882), les Frères Colombe (P. Ollendorff, 1885), ou encore les Ensevelis (P. Ollendorff, 1887) rapportant des faits divers miniers sont particulièrement remarqués[réf. nécessaire].
Deux de ses romans sont récompensés par l'Académie française (en 1897 Vers l’amour et en 1900 Au pied du mât). En 1905, elle participe à la création du célèbre prix Fémina et fait partie du premier jury[réf. nécessaire].
Elle meurt dans la pauvreté et l'oubli en 1917. Ses cendres se trouvent au columbarium du Père-Lachaise (case no 5731).
Octave Mirbeau s'est inspiré des thèmes de ses romans  pour élaborer l'intrigue de plusieurs de ses œuvres, notamment Le Journal d'une femme de chambre,, composé en 1900, qui fut par la suite filmé par Luis Bunuel, avec Jeanne Moreau. Ce sujet fait l'objet d'études dans le domaine littéraire,,.

## Engagement politique
Georges de Peyrebrune est considérée comme féministe et républicaine.
Elle revendique sa condition d'autrice pour laquelle elle a dû se battre. Elle dénonce par exemple dans Le Roman d'un bas-bleu les difficultés que rencontrent les jeunes autrices pour entrer dans le monde de l'édition, en particulier la nécessité de dépendre d'un homme et des risques de tomber dans une forme de prostitution. Par exemple, dans sa correspondance avec l'autrice Rachilde, elle écrit : « Quand une femme de lettres n’est pas une catin il faut au moins qu’elle puisse avoir l’air de l’être. »
Son œuvre littéraire se caractérise par des personnages féminins complexes. Georges de Peyrebrune aborde le sujet des relations hommes-femmes et de la liberté sexuelle des femmes dans plusieurs de ses œuvres comme Gatienne et Donna Juana. Jean-Paul Socard écrit à cet égard : « La grande majorité des romans de Georges de Peyrebrune renvoie à la question du sort réservé aux femmes et aux rapports entre les sexes. Les destins de femmes qu’elle dépeint soulignent les obstacles douloureux qui sont source de souffrances, d’humiliations et souvent d’échecs. Les personnages masculins y apparaissent presque toujours comme des figures qui, de diverses manières étouffent le désir d’autonomie, d’épanouissement digne et d’émancipation des héroïnes. »

## Postérité
L’œuvre de Georges de Peyrebrune fait l'objet d'une réédition, en particulier son roman Victoire la Rouge. Quatre éditeurs republient ce roman : les éditions Talents Hauts en 2020 puis en 2024,, les éditions Hatier dans leur collection Classiques & Cie Collège en 2024 , les éditions Magnard dans leur collection Classiques & Patrimoine en 2024 et les éditions Livre de Poche dans leur collection Classiques en 2024. En 2025, les éditions Livre de Poche dans la collection Classiques rééditent également son roman Les Ensevelis.,
En 2011, Jean-Paul Socard, maître de conférence à l'Université Paris III Sorbonne-Nouvelle, publie Georges de Peyrebrune : itinéraire d'une femme de lettres, du Périgord à Paris, un ouvrage de référence dans lequel il retrace la carrière littéraire de l'autrice. De plus, il incite le grand public à relire et à rééditer son œuvre.

## Distinctions
- Prix de Jouy, 1897, pour Vers l'amour, 500 FF[24].
- Prix Montyon, 1900, pour Au pied du mât, 500 FF[24].

## Œuvres
- Les Vierges de feu, 1876 (BNF 31096903).
- Contes en l'air. L'Apollon pythien. Une fenêtre sur l'autre monde. Tante Berthe. Une horrible histoire. Histoire d'un pantalon gris perle. Sous les branches, E. Dentu, 1877 (BNF https://gallica.bnf.fr/ark:/12148/bd6t5374445w).
- De Fouillis-Les-Oies A Paris, Odyssée burlesque  (Feuilleton du Libéral du 16 janvier 1878 au 21 septembre 1878), Éditions L'Harmattan, 2022 (1re éd. 1878).
- De Fouillis-Les-Oies A Paris, Odyssée burlesque, Feuilleton du Libéral (du 16 janvier 1878 au 21 septembre 1878), réédité Editions L'Harmattan (2022)
- Les femmes qui tombent, Paris, Calmann-Lévy, 1882 (BNF 31096866)  (Wikisource).
- Gatienne, Paris, Calmann-Lévy, 1882 (BNF 31096871)  (Wikisource).
- Marco, 1882.
- Jean Bernard, 1883.
- Victoire la Rouge, 1883.
  - Victoire la rouge, Paris, Librairie Henry du Parc, 1884    (Wikisource).
  - Victoire la Rouge. Nouvelle édition, 1898 (lire en ligne).
- Une séparation, 1884.
- Les Frères Colombe, 1880.
- Mademoiselle de Tremor, 1885.
- Les Roses d'Arlette, 1886.
- Les Ensevelis, Paris, Paul Ollendorff, 1887.
- La Margotte, 1887.
- Colombine, conte-fantaisie, 1898.
- Laquelle ?, 1888.
- Le Curé d'Anchelles, 1891.
- Giselle, 1891 (lire en ligne).
- Le Roman d'un bas bleu, 1892.
- Celui qui revient, 1894.
- Vers l'amour, 1896prix de Jouy 1897 de l’Académie française
- Les Fiancés, 1897.
- Libres, 1897.
- Au pied du mât, 1899prix Montyon 1900  de l’Académie française
- Les Passionnés, 1900.
- Une expérience, 1901.
- Et l'amour vint, 1902.
- Deux Amoureuses, 1902.
- Une sentimentale, 1903.
- Les Trois Demoiselles, 1905.
- Doña Quichotta, 1906.
- Le Réveil d'Ève, 1909.
- Les Belles Martyres, 1921.

#### Éditions critiques de ses œuvres
- Jean-Paul Socard (dir.), De Fouillis-Les-Oies à Paris.  Suivi de : Un singulier voyage, une représentation cocasse de la France sous le Second Empire, L'Harmattan, coll. « L'Orizzonte », 2022, 276 p.
- Jean-Paul Socard (dir.) et Lydia De Haro Hernandez (dir.), Défense et illustration des Femmes de Lettres en France au XIXe siècle. Réédition critique de Jupiter et les Bas-bleus, L'Harmattan, coll. « L'Orizzonte », 2020, 280 p.
- Jean-Paul Socard (dir.) (dir.), Les Ensevelis, Par Ailleurs, 2017, 432 p. (ISBN 979-10-93712-20-8).
- Victoire la Rouge, éd. de Julie Floury, Les Talents hauts, "Les Plumées", 2020.
- Victoire la Rouge, éd. de Céline Macquet, Paris, Hatier, "Classiques et cie. Collège", 2024.
- Victoire la Rouge, Paris, Magnard, "Classiques et patrimoine. Lycée", 2024.
- Victoire la Rouge, éd. de Sophie Ménard, Paris, Le Livre de Poche, "Classiques", 2024.
- Les Ensevelis, éd. de Sophie Ménard, Paris, Le Livre de Poche, "Classiques", 2025.
- Le Roman d'un bas-bleu, éd. de Julie Floury, Les Talents hauts, "Les Plumées", 2025.

#### Ouvrages
- Lydia de Haro Hernández, L'Œuvre de Georges de Peyrebrune entre deux siècles. Représentations des identités de genre à la Belle Époque (Thèse de doctorat), Université de Murcia, 2017 (lire en ligne)
- Nelly Sanchez, Georges de Peyrebrune : Correspondance de la Société des gens de lettres au jury du prix Vie Heureuse, Paris, Garnier, coll. « Correspondances et Mémoires », 2016, 177 p.
- Nelly Sanchez, Les Lettres de Camille Delaville à Georges de Peyrebrune (1884-1888), laboratoire du CNRS (UMRS 6365) Correspondances et Journaux intimes des XIXe et XXe siècles (Brest, France), 279 p.
- Jean-Paul Socard, Georges de Peyrebrune (1841-1917). Itinéraire d'une femme de lettres du Périgord à Paris, Arka, Périgueux, 2011, 239 p.

#### Articles
- Peyrebrune, « Georges de (née Mathilde Georgina Elisabeth Judicis de Peyrebrune) (1841-1917) », in La vie populaire du 23 septembre 1888
- Jules Bois, « La Vie Littéraire. Georges de Peyrebrune jugée par ses contemporains », Gil Blas,‎ 16 juillet 1906 (lire en ligne).
- Lydia de Haro Hernández, « Mots, couleurs et sens: la palette de Georges de Peyrebrune », Anales de Filología Francesa, no 23,‎ 2015, p. 233-248 (lire en ligne).
- Lydia de Haro Hernández, « Écrire l'amour comme moyen de subsistance et de revendication au XIXe siècle : Georges de Peyrebrune et la thématique sentimentale », Çédille, no 15,‎ avril 2019 (lire en ligne).
- (en) Sharon Larson, « "Elle n'est pas un bas-bleu, mais un écrivain" : Georges de Peyrebrune's Woman Writer », Nineteenth-Century Contexts, vol. 40, no 1,‎ 2018, p. 19-31 (DOI 10.1080/08905495.2018.1393734).
- (en) Sharon Larson, « "La Décadente a fait son temps" : Rachilde and Georges de Peyrebrune's Une décadente », Nottingham French Studies, vol. 59, no 1,‎ 2020, p. 1-14 (lire en ligne).
- Nelly Sanchez, « Victoire la Rouge : source méconnue du Journal d'une femme de chambre », Cahiers Octave Mirbeau, no 13,‎ mars 2006.
- Nelly Sanchez, « Lettres inédites de Mirbeau à Georges de Peyrebrune », Cahiers Octave Mirbeau, no 17,‎ mars 2010, p. 192-195 (lire en ligne).
- Nelly Sanchez, « Petite brouille entre amis : Mirbeau et Peyrebrune », Cahiers Octave Mirbeau, no 19,‎ mars 2012, p. 214-217 (lire en ligne).
- Nelly Sanchez, « Peyrebrune, Georges de » (consulté le 18 février 2023).